# فكتور كوزنيتسوف (مدرب رياضي)
فكتور كوزنيتسوف (بالروسية: Виктор Михайлович Кузнецов)‏ هو مدرب رياضي روسي، ولد في 14 ديسمبر 1941 في نوفوسيبيرسك في روسيا.